# Bolitoglossa equatoriana
Bolitoglossa equatoriana е вид земноводно от семейство Plethodontidae. Видът не е застрашен от изчезване.

## Разпространение
Разпространен е в Еквадор и Колумбия.